# Health Unlimited
Health Unlimited (Health Poverty Action) — британская негосударственная организация, основанная в 1984 году, целью которой является обеспечение доступа к здравоохранению  для сообществ, находящихся в неблагоприятном положении, в развивающихся странах. В марте 2010 года название организации изменилось на «Health Poverty Action». В организации работают с сообществами и учреждениями здравоохранения, они берутся за долгосрочные проекты, ориентированные на женщин и детей в отдаленных, часто разоренных войной, районах. Их приоритетные проекты ориентированы на местные сообщества и сообществах, на которые негативно воздействовали конфликты и политическая нестабильность.
Организация стремится давать рациональные решения людям, со слабым здоровьем, страдающим от войны, бедности или изолированым от здравоохранения по другим причинам.

## История
Health Unlimited основана в 1984 году. Их первая программа была в южном Афганистане, где основатели организации осознали сильную связь между войной и здоровьем. Они оказывали помощь и поддержку сообществам в Афганистане в течение 1980-х и в начале 1990-х. Также они помогали сообществам в The Karen, Kachin и Wa, в Бирме более 15 лет.

## Принципы
Большая часть работы Health Unlimited это предупреждение местных властей о необходимости лучшего медицинского обслуживания. Важной частью является доведение проблем и мнений сообществ до их местных властей; однако, они также агитируют правительства ведущих стран, чтобы те обеспечивали лучшее медицинское обслуживание для жертв и ограниченных в правах людей. В теории это поможет каждому, не только тем людям, для которых Health Unlimited уже запустили программамы. Примером служит программа «Call to Action» проводимая в партнёрстве с другими организациями.

## В настоящее время
Сейчас Health Unlimited поддерживает программы в 12 странах в Африке, Азии и Латинской Америке. У них есть налаженные отношения со многими местными народами и этническими меньшинствами, такими как:
- San в Намибии
- Maya K'iche' в Гватемала после гражданской войны
- Кечуа в Перу
- Bunong, Зярай, Kreung и Tapoeun в Камбодже
- Taleang, Tampoeun и Oye в южном Лаосе